# I mondi infiniti di H.G. Wells
I mondi infiniti di H. G. Wells (The Infinite Worlds of H. G. Wells) è una miniserie televisiva di fantascienza del 2001 ideata da Nick Willing e diretta da Robert Young, ispirata ad alcuni racconti dello scrittore H. G. Wells.

## Trama
La storia è ambientata in due epoche distinte, la fine della seconda metà dell'Ottocento (in cui H. G. Wells scrisse i racconti raccolti in diverse opere) e la prima metà del Novecento, periodo della vecchiaia dello scrittore.

### Primo episodio
Ellen McGillvray, giovane e promettente giornalista americana, incontra il celebre scrittore di fantascienza H. G. Wells, per intervistarlo.
Dopo un approccio iniziale freddo e seccato, causato dal ritardo della giornalista, inviata da un suo conoscente, Arthur, direttore del Sunday Chronicle, il famoso scrittore si concede ad un'intervista, narrando le avventure del suo passato, affiancato dal famoso prof. Cedric Gibberne, da poco deceduto. Ellen spera che l'intervista a Wells, ne dia un ritratto completo, inclusi i suoi primi anni accademici.
Incomincia così il racconto dello scrittore, che, attraverso diversi flashback, viene riportato nel suo passato, tra allucinanti teorie, ricordi dimenticati e emozioni vissute. Le sue memorie si riassumono in sei storie incredibili, dove la realtà e l'impossibile si incontrano generando dei veri e propri "mondi impossibili".
Il nuovo acceleratore

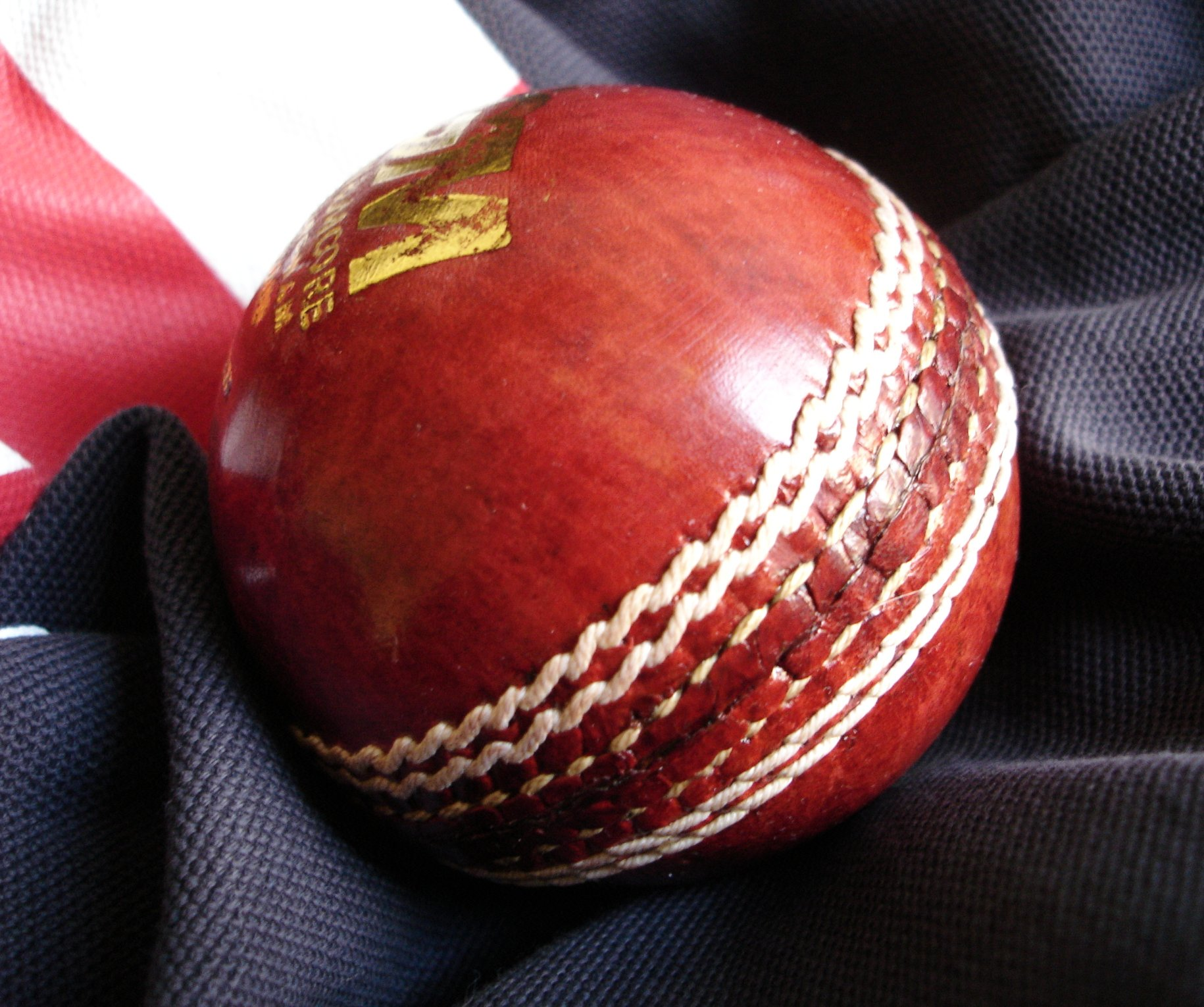
Una palla da Cricket, primo indizio che trovano Jane e Wells

Londra 1893. La scena si apre mostrando un piacevole battibecco tra Wells e la Dottoressa Jane Robbins, un'"addetta" dell'università come lei stessa si definisce. Questo battibecco, proseguito per gli atrii dell'Imperial College London, porta Wells, guidato da Jane, in un'aula dove alcuni docenti e alcuni studenti si sono riuniti per assistere a una dimostrazione del prof. Gibberne sul rapporto tra sistema nervoso e elettricità, attraverso l'uso di uno spettrografo elettrovoltaico.
Nel momento dell'attivazione però, uno spaventoso boato fa letteralmente volare Gibberne e l'assistente Whittaker a qualche metro dalla cattedra dove era in corso l'esperimento. Contemporaneamente, le porte si aprono venendo letteralmente scardinate.
Ripresosi dall'incidente, Gibberne si accorge della sparizione dello spettrografo. A questo mistero si aggiunge il fatto che le porte sono scardinate nei sensi d'apertura, e non come dovrebbero essere nel caso di un'esplosione o di un'implosione (teoria scartata grazie all'osservazione di Wells); inoltre, le finestre non hanno subito alcun danno.
Wells e Jane cominciano così a indagare, trovando indizi che li portano a una scoperta sorprendente: l'esistenza di un "farmaco accelerante", ideato da Mark Radcliffe, anch'egli docente dell'università, che permette alle persone, per un breve periodo di tempo, di essere più veloci del suono.
Trovato quindi il responsabile dell'incidente avvenuto al prof. Gibberne, Wells e Jane si recano nel laboratorio di Radcliffe, vedendolo scomparire sotto i loro occhi. Toccherà a Wells e a Gibberne scoprire dove è sparito Radcliffe con il suo farmaco, trovandosi di fronte ad una triste realtà: forse il farmaco accelerante non rappresenta soltanto un passo avanti per l'umanità, ma anche un sacrificio della propria esistenza.
Terminato il racconto, Wells si alza dalla poltrona, convinto che l'intervista di Ellen sia conclusa. A quel punto la giornalista estrae dalla borsa un'agenda, la porge allo scrittore, che non solo la riconosce, ma incomincia a sfogliarla, cominciando a narrare un'altra straordinaria storia.

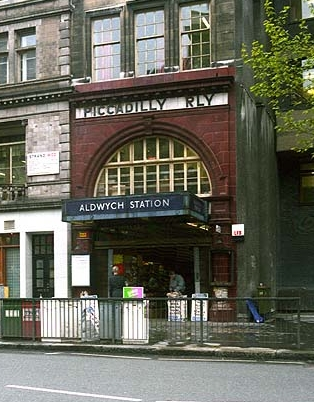
La Metropolitana di Aldwych,dove sono girati gli incidenti di Brownlow

Storia Dello Strano Giornale di Brownlow
Wells comincia a raccontare, e il suo flashback ci porta in una galleria sotterranea, dove Arthur Brownlow, controllore delle linee elettriche della metropolitana, sta per svolgere il suo lavoro su un generatore. Una svista di Arthur lo porta ad entrare in contatto con dei cavi, dai quali riceve una scarica elettrica che lo tramortisce.
Ripresosi dall'incidente Arthur si reca al pub che frequenta regolarmente. Una volta sedutosi ordina da bere e, in quel momento, prova una sensazione che lui stesso definisce come quando accade qualcosa e ti sembra che sia già accaduta, una sensazione di déjà vu, tanto che riesce ad anticipare avvenimenti e frasi prima che accadano. Sentendosi vittima di uno scherzo, Brownlow si allontana dal pub infastidito, prendendo la strada di casa.
Ritornato al pub il giorno seguente, e scusatosi del comportamento avuto nei confronti degli amici, si rivolge a loro, spiegando che, a parer suo l'incidente della metropolitana l'abbia fatto andare nel futuro per poi riportarlo nel passato. Deriso dagli amici, Arthur promette di dar loro una prova, ricordandosi di un giornale di scommesse che aveva in tasca nel momento dell'incidente, che effettivamente porta la data della settimana che sarebbe dovuta venire. Il giorno seguente Arthur porta i suoi amici all'ippodromo, vincendo e facendo vincere ingenti somme di denaro.
Intanto la scena si sposta su Wells, abbattuto per la mancanza di ispirazione, e su Jane, preoccupata per lui, dato l'evolversi del rapporto tra i due. Jane cerca di aiutarlo portandogli dei giornali, sperando che qualche articolo particolare dia lo spunto allo scrittore per ritrovare l'ispirazione. Sfogliando i giornali Jane trova finalmente un articolo degno di merito, il quale narra delle vincite di Arthur e dai suoi amici.
Intanto Arthur continua con le sue scommesse e le sue vincite, seguito dagli amici. La sera tornati al pub, festeggiano; tra i volti nuovi nel pub, scorgiamo Wells e Jane. In quel momento, un amico di Brownlow ha un incidente, finendo schiacciato da una carrozza. Sconvolto dall'accaduto, Brownlow si confida con Wells, raccontando dell'incidente e della settimana fortunata.
Wells capisce così che Brownlow non vive il futuro, ma la scarica elettrica l'ha portato nel passato, e che, modificandone l'andamento, lo ha irrimediabilmente cambiato. L'unico modo che ha Arthur di rimettere a posto le cose, è rivivere l'incidente nella stessa maniera della settimana prima, in modo da ritornare nel passato.
Il giorno seguente Wells e Jane accompagnano Brownlow, pronto a ripetere l'incidente della settimana prima, e dopo avergli augurato buona fortuna, si allontanano, ma non prima che Jane, metta nella tasca di Arthur il libro degli appunti di Wells su questa fantastica storia. Rimarrà ad Arthur la scelta se ripetere l'incidente allo scopo di tornare nel passato, o proseguire nel presente.
A quel punto Wells termina il suo racconto, e chiede a Ellen di spiegargli il motivo della sua visita, nonché la sua reale identità, visto che lo scrittore reputa l'intera intervista e la giornalista una farsa. Alla presunta giornalista, sorpresa dall'intuizione di Wells, non resta che dire la verità circa la sua identità e la sua visita. Si scopre quindi che Ellen in realtà è una funzionaria governativa, inviata da Wells per raccogliere il maggior numero di informazioni su Gibberne. Incuriosito da tale storia, lo scrittore domanda a Ellen il motivo.
Ellen informa Wells che, dopo la morte di Gibberne, le cui ricerche erano osservate e ritenute di grandissima importanza dal Ministero della Guerra, tra i suoi effetti personali venne rinvenuto un baule blindato, contenente l'agenda dello scrittore e altri oggetti molto particolari di evidente importanza scientifica per il professore. Scoperte finalmente le carte, Ellen e Wells si recano in un edificio all'apparenza disabitato e, passata la porta, lo scrittore si trova all'interno di una sorta di base militare. Ellen accompagna Wells fin davanti al famoso baule misterioso. Una volta aperto lo scrittore esclama: "Uh! Accidenti Gibberne... Santo Cielo!"

### Secondo episodio
Wells prende dall'interno del baule un oggetto di forma ovale somigliante ad una pietra; a detta di Ellen, è una sostanza cristallina di origine sconosciuta del peso di 13 once e 3/4, resistente ad ogni acido ed a ogni tentativo di incisione con diamante. Wells afferma che la pietra, tempo prima, era di rara bellezza, e non nera e opaca come ora appare.
L'uovo di cristallo
La scena si sposta in una limpida notte, un barbone ubriaco di nome Skinner con il suo cane si aggira per quello che sembra essere un campo. All'improvviso, una palla di fuoco precipita poco distante da lui; nel momento dell'impatto Skinner cade a terra picchiando la testa e perdendo i sensi.
La mattina, una volta svegliato, Skinner, attirato dall'abbaiare del cane, si avvicina ad un enorme cratere, notando sul fondo un grosso meteorite. Nello scendere nel cratere, sente il suo cane guaire, seguito da diversi eco; Skinner continua a chiamare il proprio cane che sembra svanito nel nulla. Avvicinatosi al meteorite, nota al suo interno una pietra che sprigiona una forte luce dorata intermittente, e che nel momento in cui si avvicina ulteriormente, sembra spegnersi, diventando di colore bianco cristallino.
La scena si sposta all'università, dove Jane conosce il bizzarro William Cave, a sua detta naturalista, in cerca del vivaio. Jane lo accompagna, e, dopo aver venduto delle rane che aveva con sé per una misera somma, si accorge di essere in ritardo; lasciato il suo biglietto da visita a Jane, scappa, terrorizzato di arrivare tardi dalla moglie Rosa.
Spostata nuovamente la scena su Skinner, lo si vede entrare in un negozio di antiquariato, speranzoso di vendere la strana pietra trovata nel cratere. Entrato nel negozio Skinner si trova a dover trattare il prezzo con la spregevole signora Cave, l'avida e meschina moglie di William, che ottiene la pietra per una misera somma.
La notte William, svegliato dal gatto di Rosa, che irrompe terrorizzato nella camera da letto dei coniugi, si reca nella bottega, situata al piano di sotto e nota con stupore che l'uovo emana una strana luce biancastra. Nota inoltre che quella luce sembra stimolata dalla Luna, il cui bagliore penetra nella stanza attraverso una finestra.
Il giorno seguente si presenta al negozio il sig. Jacoby Wace, abituale cliente in cerca di gioielli d'occasione, al quale Rosa mostra la pietra portata da Skinner. Analizzandola con un monocolo e dopo aver scartato diverse teorie (Quarzo, Cristallo di Rocca, Vetro cristallo, Tormalina ecc.), chiede all'avida proprietaria di prenderne un campione con un bisturi. Tuttavia, appena l'uomo sfiora l'uovo di cristallo, questo si illumina ed emana un suono simile a un lamento, come se dotato di volontà propria, e successivamente respinge il bisturi verso Jacoby, graffiandolo sulla guancia e conficcandosi nella parete dietro di lui.
(Jacoby Wace a Rosa dopo aver inciso con un bisturi l'uovo di cristallo)
La scena si sposta per un attimo su Ellen e Wells, dove veniamo a conoscenza che Gibberne, circa 5 anni dopo i fatti successi (a detta di Ellen non appena furono disponibili gli apparecchi), ha eseguito delle radiografie a raggi x all'uovo, scoprendo che la sua struttura interna ricorda in tutte le sue caratteristiche un cervello umano.
Tornati nella bottega di antiquariato, la scena si concentra su William, attratto in maniera maniacale dal misterioso oggetto. Nel frattempo Wells si reca alla bottega, seguendo il consiglio di Jane di non restare rintanato in casa; tuttavia, in procinto di entrare nel negozio, trova la porta chiusa e scorge William afferrare l'uovo dalla vetrina e scomparire nella penombra.
Rinchiusosi in una stanza, William cerca di ricreare la situazione della notte precedente, facendo sfiorare l'uovo da un barlume di luce. Accortosi che l'uovo reagisce ad una qualsiasi fonte luminosa, purché la riceva in una precisa angolazione, l'uomo riattiva lo strano oggetto, rimanendone incantato. Scrutando più attentamente nota che in quel bagliore si nasconde una sorta di mondo, una distesa sabbiosa dal colore rossastro, dove qualche attimo dopo compare una strana creatura, le cui caratteristiche ricordano quelle di un insetto. L'arrivo inatteso della signora Rosa risveglia William dall'incanto che l'uovo stava esercitando su di lui, portando quest'ultimo al suo stato naturale.
Spaventato dalla visione della creatura all'interno dell'uovo, William si reca da Jane chiedendole informazioni sullo strano essere, vista la sua conoscenza nella materia. Qualche istante dopo Wells entra nella stanza e venuto a conoscenza dei dettagli inerenti all'uovo di cristallo, si reca nel negozio di antiquariato per visionare l'oggetto.
Riuscito ad ottenere l'uovo, dopo una lotta con un altro acquirente, Wells porta l'oggetto a casa sua, chiedendo a William di attivarlo. Spente le luci della stanza e posizionata una candela vicino all'uovo, l'oggetto inizia a brillare, mostrando a Wells e Jane la stessa visione apparsa a William poco tempo prima. La visione di Wells si fa sempre più nitida, arrivando a vedere la creatura descritta da William, creatura che qualche secondo dopo esce dall'uovo assumendo proporzioni umane e tentando di afferrare Wells da un braccio.
Solo la lucidità di Jane, che repentina apre la porta della sala, riesce a intrappolare nuovamente la creatura all'interno dell'uovo, che torna ad essere innocuo. Diversi saranno i pensieri che assilleranno lo scrittore, che passo dopo passo riuscirà a delineare una realtà sconcertante.
Alla fine della storia, Ellen porta Wells in un ristorante dentro l'edificio, e menziona che ha scoperto, tramite i servizi segreti, un vecchio dossier su di lui. Sentendo che il nome del file è "H.M.S. Fulmar", Wells inizia a raccontare un'altra storia.
Il sorprendente caso della vista di Davidson
In seguito ad un esperimento non autorizzato all'università, il giovane assistente di laboratorio Sidney Davidson, nipote del Dean Frederick Masterman, inizia a vedere visioni di una nave in mare e di un'isola deserta. Completamente sopravvatto dalle allucinazioni, viene rinchiuso in un ospedale psichiatrico diretto dal Dr. Symonds.
Visto che anche Jane era coinvolta, Wells discute cosa può essere andato storto con Dr. Bellows, l'autore dell'esperimento, e con Whittaker. Portandosi dietro una bobina danneggiata, Wells si reca alla fabbrica dove è stata costruita, dove un dipendente chiacchierone menziona che hanno fatto due copie identiche di quella bobina, prima di essere zittito dal suo capo. Seguendo il dipendente fino al pub, Wells scopre che la Marina ha ordinato una copia della stessa bobina.
Jane, che nel frattempo si è trasferita insieme a Wells, visita spesso Sidney all'ospedale e discute della sua salute mentale con Dr. Symonds, cercando di capire l'origine delle visioni di Sidney. Mettendo insieme quello che hanno scoperto, Jane e Wells capiscono che Sidney non sta avendo delle allucinazioni, ma che l'esperimento sta mostrando ai suoi occhi un'isola dove la nave che trasportava la seconda bobina è naufragata. Wells chiede informazioni al Capitan Hapgood riguardo navi recentemente naufragate, ma viene allontanato in fretta.
Quando il Dean Masterman ritorna dal suo viaggio e corre all'ospedale per visitare suo nipote, Jane e Wells approfittano della discussione accesa con Dr. Symonds per scappare via con Sidney. All'università, il Dean incontra finalmente suo nipote, che ha scoperto l'esistenza di un altro superstite sull'isola, e ascolta le spiegazioni degli eventi di Jane e Wells. Insieme, si recano di nuovo dal Capitan Hapgood a scoprono che Atkins, un luogotenente della Marina, era effettivamente segnalato disperto a seguito di un recente naufragio. Con le informazioni fornite da Sidney, riescono a salvarlo, e dopodiché Dr. Symonds riesce ad invertire l'esperimento originale e riportare la vista di Sidney alla normalità.
Quando la storia termina, Wells chiede a Ellen di spiegargli in che tipo di edificio si trovano. Invece di rispondere, Ellen lo porta dal suo capo: Whittaker. Egli rivela che l'edificio è stato un laboratorio segreto, istituito all'inizio della Guerra e senza restrizione negli scopi di ricerca, dove lui e Gibberne hanno lavorato. Mostra poi che hanno rinvenuto tra gli averi di Gibberne un liquido che può far perdere peso ad una scimmia.

### Terzo episodio
L'episodio inizia immediatamente con il racconto dell'origine del liquido mostrato alla fine del secondo episodio.
La verità riguardo Pyecraft
Albert Pyecraft, iscritto ad un club di cui anche Wells è membro, è un genio della matematica, nonostante lavori come comune insegnante in un diplomificio privato diretta dal crudele Mr. Jagger. Inoltre, è innamorato di Violet, una giovane cameriera che prende lezioni private da lui, ma è estremamente insicuro per via della sua grassezza.
Un suo amico, Mark Pattison, su suggerimento di un collega, visita un losco farmacista e ottiene una cura miracolosa per le sue calvizie. Mostrando ad Albert la veloce ricrescita dei suoi capelli, lo convince a chiedere una pozione analoga per curare la sua grassezza.
Quando Albert non si presenta al lavoro o al club per due giorni, Wells si reca a casa sua e lo trova fluttuante sul soffitto: il suo desiderio di "perdere peso" è stato interpretato troppo letteralmente. Wells e Jane aiutano Albert a camminare per terra riempiendo i suoi vestiti di piombo. Successivamente, visitando il club, trova Pattison nascosto in bagno e vittima della stessa cura da lui richiesta: capelli e peli crescono ad un ritmo estremo su tutto il suo corpo.
Il giorno dopo, Wells e Jane accompagnano Albert ad Oxford per competere per il premio Möbius. Albert, che si era dimenticato della competizione nei giorni scorsi ed è costretto ad improvvisare, ritrova la sicurezza quando Violet entra nella stanza, e tiene la sua presentazione. Alla fine, Albert perde la competizione ma la commissione gli offre una posizione da professore ad Oxford; avendo finalmente trovato il coraggio, chiede a Violet di sposarlo.
Alla fine, vediamo Gibberne che cerca senza successo di replicare la misteriosa pozione e Wells che conforta Pattison, dicendo che gli effetti dovrebbero svanire presto. Incontra poi Jane davanti all'università e le chiede di sposarlo.
Nella storia principale, Whittaker si domanda se la formula della pozione possa essere stata preservata, ma Wells afferma non avrebbe portato a nulla di buono. Lascia quindi l'edificio insieme ad Ellen e ritorna a casa. Quando Ellen chiede come mai Wells è così sicuro che Jane era la sua anima gemella, questi inizia a raccontare un'ultima storia, riguardo a ciò che ha assicurato "certezza scientifica" dei loro sentimenti reciproci.
Il Bacillo rubato
Thomas Keating sta abusando dell'ospitalità di Wells e Jane, ma Wells è riluttante a cacciarlo di casa perché adora essere costantemente elogiato per le sue qualità da scrittore. Keating chiede a Wells di fargli conoscere il professor Gibberne, visto che ammira la sua ricerca su virus e bacilli. All'università, scoprono che Whittaker è attualmente in ospedale con una gamba rotta, a seguito di un precedente esperimento che ha portato ad un'esplosione; il suo posto è preso temporaneamente da Harold, l'inetto nipote di Gibberne.
Mentre Wells e Keating visitano il Parlamento, e Keating rivela le sue idee anarchiche, Jane trova nella camera di Keating diverse mappe e articoli riguardanti il sistema di distribuzione dell'acqua della città, così come un quaderno scritto in un codice segreto. È convinta che Keating stia nascondendo qualcosa, ma Wells crede che stia solo reagendo in modo eccessivo.
Mentre Whittaker ritorna dall'ospedale, Gibberne è disperato perché Harold è scomparso con la fiala di un bacillo. Visto che Harold li aveva stupidamente riordinati, Gibberne non sa più quale bacillo manca, quindi non può predire gli effetti: diluirlo nell'acqua potabile potrebbe potenzialmente mettere in pericolo l'intera nazione con una malattia. Dopo che Harold è stato arrestato per ubriachezza, ammette che Keating gli ha offerto soldi per il bacillo del colera. Tuttavia, visto che non sapeva distinguerne uno dall'altro, ha rubato e venduto un siero a caso.
Wells si precipita alla riserva d'acqua, ma non riesce a fermare Keating prima che svuoti il contenuto della fiala. Wells riesce comunque a riportare all'università l'etichetta della fiala, e Gibberne la identifica come un siero di verità, una sua creazione. Tutti sono sollevati che non si tratti di una malattia mortale, nonostante Gibberne li avverta che le conseguenze possono essere inaspettate (quando ha provato il siero su sé stesso, ci sono voluti mesi prima che sua moglie lo abbia perdonato per le cose che le ha detto).
Nei giorni seguenti, tutti sono costretti a dire la verità: il Dean Masterman rivela di essere innamorato di Gibberne, molti mariti sono cacciati di casa dalle loro mogli, il segretario britannico per gli esteri insulta la sua controparte francese creando un incidente diplomatico, Keating (ora in prigione) dice a Wells che le sue storie sono orrende, e Jane rivela di essere incinta. 
Alla fine della storia, Wells ringrazia Ellen per aver riportato alla luce queste memorie, e decide di ricominciare a scrivere.

## Personaggi e interpreti
Tom Ward è il personaggio principale attorno a cui ruotano tutte le puntate; è l'unico personaggio a comparire sia nei sei racconti, sia come narratore nel periodo di vecchiaia dello scrittore. Eve Best è Ellen McGillvray, ingenua giornalista rivelatasi poi una funzionaria governativa. Nicholas Rowe interpreta invece il bizzarro professor Gibberne.

### Principali
- H. G. Wells (racconti 1-6, storia principale) interpretato da Tom Ward, doppiato da Massimo Rossi. 
Scrittore di storie di fantascienza e grande appassionato di scienza, ha studiato alla Scuola di Scienze a Londra, e nella vita riesce a mantenersi pubblicando qualche storia sui periodici locali. Wells ha uno spiccato spirito d'osservazione e molta fantasia: la combinazione di queste due sue doti lo porta a sviluppare, in mancanza di prove, teorie fantasiose su fenomeni fisici impossibili da dimostrare, come la malleabilità del tempo o gli universi paralleli. Caratterialmente Wells è una persona impulsiva ed emotiva. Un'altra caratteristica molto marcata è l'entusiasmo con cui tratta argomenti al limite dell'impossibile, entusiasmo che affascina tutte le persone che lo circondano, come Gibberne e Jane che, nonostante abbiano un punto di vista prettamente scientifico, ascoltano le assurde teorie dello scrittore. Nel 1893 conosce Jane Robbins, con la quale passerà il resto della vita. Nello stesso anno ha modo di sperimentare sul proprio corpo il farmaco accelerante creato dal Dott. Radcliffe, da questa esperienza ne trarrà spunto per una storia di fantascienza che tenterà di pubblicare sul Saturday Review, dove verrà cacciato in malo modo dal direttore Harris. Nel 1896 le pubblicazioni di Wells appaiono su The Strand Magazine. L'anno seguente pubblicherà il romanzo La guerra dei mondi che confesserà ad Ellen essere ispirato alle vicende avvenute qualche anno prima aventi a che fare con l'uovo di cristallo di William Cave. Sempre in quell'anno verrà aperto un fascicolo dei servizi segreti riguardante lo scrittore per la vicenda dell'affondamento del vascello della Royal Navy, l'HMS Fullmar. Con il passare del tempo la notorietà dello scrittore cresce notevolmente, portandolo a una nuova condizione sociale e economica, incomincerà inoltre a frequentare un club dove conoscerà Albert Pyecraft, è in questo periodo di tempo che chiederà la mano di Jane. Nel 1900 casa Wells ospita per un discreto periodo di tempo lo strano Thomas Keating, una sorta di giornalista-ammiratore, vi resterà fino al giorno della sparizione del bacillo t22x9, da lui rubato a Gibberne.
- Jane Robbins (racconti 1-6) interpretata da Katy Carmichael, doppiata da Claudia Razzi. 
Docente presso l'Imperial College London all'indirizzo di Scienze, dove lavora dal 1893 insegnando biologia e anatomia comparata agli studenti del primo anno. Esattamente l'opposto di Wells, calma e impassibile analizza gli eventi da un punto di vista prettamente scientifico, dando poca credibilità alle ipotesi del suo compagno fino a dimostrazione contraria. Questa opposizione è presente anche nel loro rapporto: un esempio è la frase che Jane rivolge a Wells all'inizio del primo episodio: "Vi sarete accorto che abbiamo opinioni diverse su tutto". Sempre nel primo episodio scopriamo che ha una relazione con il Dott. Mark Radcliffe, con il quale si intrattiene diversi pomeriggi in una sala da tè. Jane legge regolarmente le brevi storie di Wells pubblicate sui periodici, anche se davanti a lui ammetterà di averne letta una soltanto. Questa realtà verrà smentita nel 6º episodio, quando, infettati dal bacillo t22x9 del prof. Gibberne, saranno costretti a dirsi la verità. Nello stesso momento confesserà a Wells di essere incinta: è il 1900, e il primo figlio di H. G. Wells nacque il 17 luglio 1901. Nel 1896, come apprendiamo dal quarto episodio, Jane si trasferisce a casa di Wells; in quel periodo non sono ancora sposati.
- Ellen McGillvray (storia principale) interpretata da Eve Best, doppiata da Antonella Rinaldi.
Presentatasi una sera a casa dello scrittore, inviata dal direttore del Sunday Chronicle per intervistarlo, Ellen è una giovane giornalista americana, definita dallo stesso direttore "La sua stella nascente", agli esordi nel mondo del giornalismo come lei stessa afferma nella frase: "questa è la mia prima vera intervista come giornalista". Dotata di un carattere determinato che mostrerà durante la storia, Ellen nutre anche rispetto per lo scrittore, pendendo dalle sue labbra ad ogni emozionante racconto. Scopriremo durante la storia che Ellen è in realtà una funzionaria del governo, inviata dal Ministero della Guerra per indagare sui rapporti che Wells ebbe con il Professor Gibberne, al fine di ottenere maggiori informazioni su particolari oggetti di rilevante valore scientifico rinvenuti in un baule blindato appartenuto al Professore. Sarà proprio Ellen che ridarà forza e ispirazione a Wells e lo porterà a riprendere a scrivere, cosa che lo scrittore non faceva dalla morte di sua moglie Jane.
- Prof. Cedric Gibberne (racconti 1-6) interpretato da Nicholas Rowe, doppiato da Mauro Gravina.
Grande conoscitore del cervello umano e illustre scienziato, come è definito da Jane, è considerato dai colleghi come una mente eccelsa, parere non condiviso dal rettore dell'Imperial College. Gibberne è un uomo mite, anche lui come Jane analizza gli eventi da un punto di vista prettamente scientifico, anche se lascia ampio spazio alle bizzarre teorie di Wells. Tra il Professore e lo scrittore si creerà una profonda stima. Più volte nel corso degli eventi Wells chiederà un supporto scientifico a Gibberne per avvalorare alcune teorie al limite della fantascienza. Nel 1893 Gibberne ha modo di sperimentare, assieme a Wells, gli effetti del farmaco acceleratore creato da Mark Radcliffe.
- Whittaker (racconti 1-6), interpretato da Matthew Cottle. Fidato assistente del prof. Gibberne.

### Secondari
- Dean Frederick Masterman (racconti 1,4,6), interpretato da Barry Santon, doppiato da Dario De Grassi.
- Mark Radcliffe (racconto 1), interpretato da Raymond Coulthard, doppiato da Fabio Boccanera.
- Arthur Brownlow (racconto 2), interpretato da Mark Lewis Jones, doppiato da Paolo Buglioni.
- William Cave (racconto 3), interpretato da Stephen Critchlow, doppiato da Oliviero Dinelli.
- Rosa Cave (racconto 3), interpretata da Tilly Vosburgh.
- Sidney Davidson (racconto 4), interpretato da Dominic Cooper.
- Dr. Simonds (racconto 4), interpretato da Jeffrey Wickham.
- Atkins (racconto 4), interpretato da Mark Dexter.
- Albert Pyecraft (racconto 5), interpretato da Michael Fitzgerald doppiato da Mino Caprio.
- Mark Pattison (racconto 5), interpretato da Pip Torrens.
- Tom Keating (racconto 6), interpretato da Nicholas Boulton, doppiato da Christian Iansante.

- Harold (racconto 6), interpretato da William Mannering.

## Puntate
La miniserie è divisa in tre parti ciascuna da 87 minuti, composta da 6 episodi che ruotano attorno ad una storia principale.
| Puntata | Titolo originale                       | Titolo italiano | Prima TV USA  | Prima TV Italia |
| ------- | -------------------------------------- | --------------- | ------------- | --------------- |
| 1       | The New Accelerator                    |                 | 5 agosto 2001 | 3 aprile 2005   |
| 2       | Brownlow's Newspaper                   |                 | 5 agosto 2001 | 3 aprile 2005   |
| 3       | The Crystal Egg                        |                 | 6 agosto 2001 | 3 aprile 2005   |
| 4       | The Remarkable Case of Davidson's Eyes |                 | 6 agosto 2001 | 3 aprile 2005   |
| 5       | The Truth About Pyecraft               |                 | 7 agosto 2001 | 3 aprile 2005   |
| 6       | The Stolen Bacillus                    |                 | 7 agosto 2001 | 3 aprile 2005   |

## Ambientazione

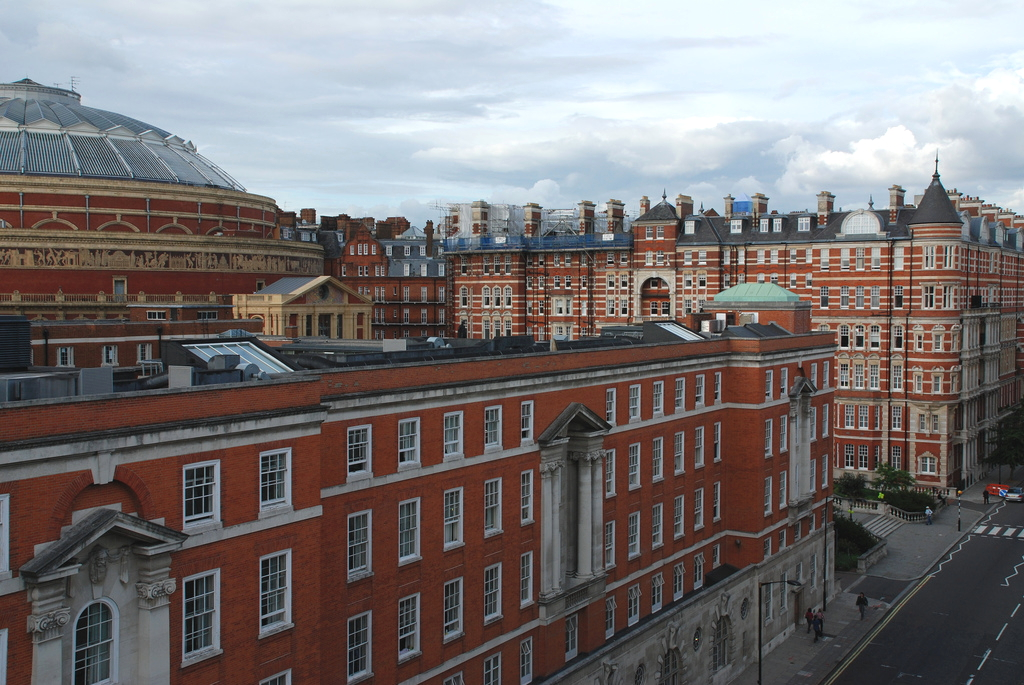
L'Imperial College London, teatro di molte scene durante la storia

Le vicende dei mondi infiniti di H.G.Wells si sviluppano in ambientazioni differenti per ogni episodio.
- La storia principale è sviluppata principalmente in due luoghi, a casa di H.G.Wells per il primo ed il secondo episodio, per poi spostarsi nel laboratorio dove Gibberne ha proseguito le sue ricerche negli anni seguenti agli avvenimenti citati dai sei episodi.
- The new accelerator: Questo episodio è l'unico ad essere girato interamente dentro l'Imperial College London.
- The Queer Story of Brownlow's Newspaper: L'episodio è girato tra i sobborghi di Londra, dove è collocata la casa di Arthur Brownlow e il pub che frequenta regolarmente, la Quercia reale.
- The Crystal Egg: L'episodio è ambientato nei sobborghi di Londra, il negozio di William e Rosa Cave si trova al nº44 di Brikbrek Road London n.

## Ambientazione storica
Viste le date di riferimento che ci vengono fornite durante i vari racconti, si suppone che gli avvenimenti narrati dallo scrittore siano avvenuti nell'arco di 7 anni. Tali riferimenti sono dati da due elementi:
- All'inizio del primo episodio compare l'anno di ambientazione, ovvero il 1893; inoltre Whittaker, riparlando dell'incidente, afferma che il fenomeno successe a luglio.
- Alla fine del sesto capitolo (1900), Jane confessa a Wells di essere incinta.

Nonostante questo, alcuni elementi sono degli anacronismi, sia in riferimento a fatti realmente accaduti, sia in riferimento all'evoluzione dei personaggi e dei loro rapporti.
Lo schema sottostante mostra la cronologia dei racconti da 2 punti di vista:
- Evoluzione personaggi: ovvero l'evolversi delle relazioni tra i personaggi durante la storia.
- Evoluzione storica: ovvero l'evolversi della trama con i riferimenti che ci offre il regista. Tali riferimenti sono segnati in grassetto nell'elenco che segue.

| Evoluzione personaggi | Evoluzione personaggi | Evoluzione personaggi | Evoluzione personaggi | Evoluzione personaggi | Evoluzione personaggi |  |  |  |  |                   |  |  |  |  |  |  |  |  |  | Evoluzione Storica | Evoluzione Storica | Evoluzione Storica | Evoluzione Storica | Evoluzione Storica | Evoluzione Storica |  |  |  |  |  |  |  |  |  |  |  |  |  |  |
| Evoluzione personaggi | Evoluzione personaggi | Evoluzione personaggi | Evoluzione personaggi | Evoluzione personaggi | Evoluzione personaggi |  |  |  |  |                   |  |  |  |  |  |  |  |  |  | Evoluzione Storica | Evoluzione Storica | Evoluzione Storica | Evoluzione Storica | Evoluzione Storica | Evoluzione Storica |  |  |  |  |  |  |  |  |  |  |  |  |  |  |
|                       |                       |                       |                       |                       |                       |  |  |  |  | Storia Principale |  |  |  |  |  |  |  |  |  |                    |                    |                    |                    |                    |                    |  |  |  |  |  |  |  |  |  |  |  |  |  |  |
|                       |                       |                       |                       |                       |                       |  |  |  |  |                   |  |  |  |  |  |  |  |  |  |                    |                    |                    |                    |                    |                    |  |  |  |  |  |  |  |  |  |  |  |  |  |  |
| I°Racconto            | I°Racconto            | I°Racconto            | I°Racconto            | I°Racconto            | I°Racconto            |  |  |  |  |                   |  |  |  |  |  |  |  |  |  | II°Racconto        | II°Racconto        | II°Racconto        | II°Racconto        | II°Racconto        | II°Racconto        |  |  |  |  |  |  |  |  |  |  |  |  |  |  |
| I°Racconto            | I°Racconto            | I°Racconto            | I°Racconto            | I°Racconto            | I°Racconto            |  |  |  |  |                   |  |  |  |  |  |  |  |  |  | II°Racconto        | II°Racconto        | II°Racconto        | II°Racconto        | II°Racconto        | II°Racconto        |  |  |  |  |  |  |  |  |  |  |  |  |  |  |
|                       |                       |                       |                       |                       |                       |  |  |  |  |                   |  |  |  |  |  |  |  |  |  |                    |                    |                    |                    |                    |                    |  |  |  |  |  |  |  |  |  |  |  |  |  |  |
| II°Racconto           | II°Racconto           | II°Racconto           | II°Racconto           | II°Racconto           | II°Racconto           |  |  |  |  |                   |  |  |  |  |  |  |  |  |  | I°Racconto         | I°Racconto         | I°Racconto         | I°Racconto         | I°Racconto         | I°Racconto         |  |  |  |  |  |  |  |  |  |  |  |  |  |  |
| II°Racconto           | II°Racconto           | II°Racconto           | II°Racconto           | II°Racconto           | II°Racconto           |  |  |  |  |                   |  |  |  |  |  |  |  |  |  | I°Racconto         | I°Racconto         | I°Racconto         | I°Racconto         | I°Racconto         | I°Racconto         |  |  |  |  |  |  |  |  |  |  |  |  |  |  |
|                       |                       |                       |                       |                       |                       |  |  |  |  |                   |  |  |  |  |  |  |  |  |  |                    |                    |                    |                    |                    |                    |  |  |  |  |  |  |  |  |  |  |  |  |  |  |
|                       |                       |                       |                       |                       |                       |  |  |  |  | III°Racconto      |  |  |  |  |  |  |  |  |  |                    |                    |                    |                    |                    |                    |  |  |  |  |  |  |  |  |  |  |  |  |  |  |
|                       |                       |                       |                       |                       |                       |  |  |  |  |                   |  |  |  |  |  |  |  |  |  |                    |                    |                    |                    |                    |                    |  |  |  |  |  |  |  |  |  |  |  |  |  |  |
|                       |                       |                       |                       |                       |                       |  |  |  |  | IV°Racconto       |  |  |  |  |  |  |  |  |  |                    |                    |                    |                    |                    |                    |  |  |  |  |  |  |  |  |  |  |  |  |  |  |
|                       |                       |                       |                       |                       |                       |  |  |  |  |                   |  |  |  |  |  |  |  |  |  |                    |                    |                    |                    |                    |                    |  |  |  |  |  |  |  |  |  |  |  |  |  |  |
| V°Racconto            | V°Racconto            | V°Racconto            | V°Racconto            | V°Racconto            | V°Racconto            |  |  |  |  |                   |  |  |  |  |  |  |  |  |  | VI°Racconto        | VI°Racconto        | VI°Racconto        | VI°Racconto        | VI°Racconto        | VI°Racconto        |  |  |  |  |  |  |  |  |  |  |  |  |  |  |
| V°Racconto            | V°Racconto            | V°Racconto            | V°Racconto            | V°Racconto            | V°Racconto            |  |  |  |  |                   |  |  |  |  |  |  |  |  |  | VI°Racconto        | VI°Racconto        | VI°Racconto        | VI°Racconto        | VI°Racconto        | VI°Racconto        |  |  |  |  |  |  |  |  |  |  |  |  |  |  |
|                       |                       |                       |                       |                       |                       |  |  |  |  |                   |  |  |  |  |  |  |  |  |  |                    |                    |                    |                    |                    |                    |  |  |  |  |  |  |  |  |  |  |  |  |  |  |
| VI°Racconto           | VI°Racconto           | VI°Racconto           | VI°Racconto           | VI°Racconto           | VI°Racconto           |  |  |  |  |                   |  |  |  |  |  |  |  |  |  | V°Racconto         | V°Racconto         | V°Racconto         | V°Racconto         | V°Racconto         | V°Racconto         |  |  |  |  |  |  |  |  |  |  |  |  |  |  |

### Storia principale
All'inizio della miniserie dopo che Wells incontra Ellen, la fa accomodare in una sala; sul muro destro di questa sala è presente una grossa libreria dove lo scrittore indica la mensola contenente i libri da lui scritti. Nella scena seguente, l'inquadratura ci permette di leggere alcuni titoli dei romanzi, tra questi ci sono:
- Love and Mr. Lewisham pubblicato nel 1900
- Twelve Stories and a Dream pubblicato nel 1903
- Kipps pubblicato nel 1905
- In the Days of the Comet pubblicato nel 1906
- First and Last Things pubblicato nel 1908
- The Wife of Isaac Harman pubblicato nel 1914
- Joan and Peter: the Story of Education pubblicato nel 1918
- The Outline of History pubblicato nel 1920
- Men Like Gods pubblicato nel 1923
- The Shape of Things to Come pubblicato nel 1933
- The Fate of Homo Sapiens pubblicato nel 1939
- The Holy Terror pubblicato nel 1939

### 1893
The New Accelerator
- L'Imperial College of Science — dove Jane Robbins è rappresentata come docente — non esisteva nel 1893. Nel 1890 la Normal School of Science divenne il Royal College of Science, che nel 1907 fu accorpato con altre istituzioni per formare l'Imperial College of Science and Technology.
- Lo spettrografo elettrovoltaico mostrato da Gibberne altro non è che lo spettrometro di massa ideato da Joseph John Thomson nel 1912.
- Il Prof. Gibberne parla a Wells dei Raggi X, mentre il primo annuncio pubblico avvenne il 28 dicembre 1895.
- Nell'aprire un ripostiglio Wells e Jane trovano centinaia di scatolette di cibo; tra queste si intravede la Forest City Brand (1920) della società L. Allen & Sons Company fondata nel 1901.

The Queer Story of Brownlow's Newspaper
- Nella scena nel quale Wells e Jane prendono il tè, il giornale che viene mostrato (Daily Graphic) reca la data lunedì 18 settembre 1893, lo stesso giorno del ritrovamento del cadavere di Mark Radcliffe nel primo episodio, mentre secondo la storia è il 5 giugno 1893.
- Nella scena in cui Jane porta i giornali a Wells, depresso dalla mancanza di ispirazione, nel leggere la storia delle vittorie di Brownlow si vede la data 6, 1893.

The Truth About Pyecraft
- Wells sostiene che Pycraft "ha trovato tre dimostrazioni differenti dell'ipotesi di Riemann wuando aveva solo 15 anni". L'ipotesi di Riemann (formulata nel 1859) è una congettura ancora aperta al giorno d'oggi.
- Dopo aver assegnato il premio Möbius (che non esiste in realtà), il presidente della commissione dice che Isaac Newton è morto 179 anni fa; visto che la sua morte risale al 1727, è implicato che la storia è ambientata nel 1906.
- Nella stessa occasione, il presidente menziona che Newton aveva una cattedra a Oxford, che divenne vacante dopo la sua morte. In realtà, Newton non ha mai insegnato ad Oxford; si stanno probabilmente riferendo alla cattedra Lucasiana di Cambridge (che tuttavia non fu mai vacante dopo la morte di Newton).
- Albert Einstein nacqua nel 1879, quindi sarebbe un ventenne al tempo della storia (nonostante venga rappresentato più vecchio).

## Citazioni
Nel corso della storia, ci sono riferimenti a personaggi realmente esistiti e a fatti realmente accaduti.
Elenco personaggi
- Isaac Newton
- Albert Einstein
- Joseph Conrad
- Arthur Conan Doyle
- August Ferdinand Möbius

Elenco avvenimenti
- Creazione della Bomba atomica
- Invenzione del Telefono
- Perfezionamento del Radar

## Edizioni home video
- The Infinite World of H. G. Wells | 10 novembre 2004 | Echo Bridge Home Entertainment | Regno Unito | Formato: NTSC
- The Infinite World of H. G. Wells | 8 febbraio 2005 | Echo Bridge Home Entertainment | Usa | Formato: NTSC
- The Infinite World of H. G. Wells | 26 gennaio 2007 | Echo Bridge Home Entertainment | Paesi Bassi | Formato: PAL